# Stilte AUB!
Stilte AUB! is een spelprogramma op SBS6. Het wordt sinds half maart 2021 iedere vrijdagavond uitgezonden. De presentatie is in handen van Jeroen van Koningsbrugge en van Dennis van de Ven; zij doen daarnaast ook de voice-over. Het programma wordt geproduceerd door BlazHoffski en is gebaseerd op het programma Mute It, een format van het Japanse Nippon TV.

## Inhoud
Deelnemers moeten opdrachten uitvoeren, zonder daarbij meer dan 50 decibel geluid te maken.
Het spel bestaat uit 3 rondes en een finale. 
De finale is iedere aflevering hetzelfde. 
De thema's van de 1ste 3 rondes varieert per aflevering. Deze thema's komen allemaal terug in meerdere afleveringen.
De ruimte die ze gebruiken bij ronde 1 is iedere aflevering hetzelfde. Het thema niet. Bij ronde 2 en 3 is dit ook zo.
| Aflevering | Datum         | Kijkcijfers | Kijkcijfers inclusief uitgesteld kijken |
| ---------- | ------------- | ----------- | --------------------------------------- |
| 1          | 12 maart 2021 | 631.000     | 741.000                                 |
| 2          | 19 maart 2021 | 446.000     | 546.000                                 |
| 3          | 26 maart 2021 | 430.000     | 498.000                                 |
| 4          | 2 april 2021  | 299.000     | 338.000                                 |
| 5          | 9 april 2021  | 280.000     | 330.000                                 |
| 6          | 16 april 2021 | 338.000     | 383.000                                 |